# SB 35c sorozat
Az SB 35a sorozat a Déli Vasút egy szerkocsisgőzmozdony-sorozata volt, amely egy magán vasúttársaság volt az Osztrák–Magyar Monarchiában.
Az SB 35a sorozat jól bevált, ezésr az SB továbbihasonló mozdonyt akart rendelni. Louis Adolf Gölsdorfs irányítása alatt tíz mozdonyt rendeltek a Bécsújhelyi Mozdonygyártól, melyeket 1872-ben szállítottak. Ezek annyiben különböztek a 35a sorozattól, hogy Le-Chatelier-Ricour-ellengőzfék volt rejtuk.
1924 után a két mozdony Olaszországba került ahol az FS besorolta őket a 454 sorozatába ám hanmarosan selejtezve lettek. A megmaradó nyolc mozdony Jugoszlávia tulajdonába került ahol végül csak négy kapott pályaszámot - 19-22 - a JDŽ 132 sorozatban, a többit már korábban selejtezték.

## Fordítás
- Ez a szócikk részben vagy egészben  a   SB 35c című német Wikipédia-szócikk fordításán alapul.  Az eredeti cikk szerkesztőit annak laptörténete sorolja fel. Ez a jelzés csupán a megfogalmazás eredetét és a szerzői jogokat jelzi, nem szolgál a cikkben szereplő információk forrásmegjelöléseként.-Az eredeti szócikk forrásai szintén ott találhatóak.

## Külső hivatkozások
- A típus története számokban